# Wurmannsquick
Wurmannsquick é um município da Alemanha, situado no distrito de Rottal-Inn, no estado da Baviera. Tem 49,09 km² de área, e sua população em 2019 foi estimada em 3.520 habitantes.